# Gnophos kansuensis
Gnophos kansuensis är en fjärilsart som beskrevs av Alexander Michailovitsch Djakonov 1936. Gnophos kansuensis ingår i släktet Gnophos och familjen mätare. Inga underarter finns listade i Catalogue of Life.